# Ершово (Псковская область)
Ершо́во (эст. Ersowa) — деревня в Псковском районе Псковской области России. Административный центр Ершовской волости Псковского района.
Расположена недалеко от берега Псковского озера в 20 км к северо-западу от Пскова на автодороге Псков—Гдов.

## Население
| 2001 | 2002 | 2010 |
| ---- | ---- | ---- |
| 494  | ↗515 | ↗538 |

## История
В XVII веке – начале XVIII века началось стихийное заселение эстонцами гдовской земли. Ещё в годы Великой Северной войны (1700–1721 гг.) эстонцы поселились в деревне Луг, а впоследствии — в деревнях Ершово, Чудских Заходах (эст. Suurõseere), Яновых Заходах (эст. Solna), Власовой Гриве (эст. Kriiva) и Казаковце (эст. Kasakova, Kazakowitsõ). Этим местам  они дали название «лесная глушь, край света» («Maakolk»). С середины XIX века началось массовое переселение эстонцев на восточный берег Чудского озера, где они обрели новую родину. В основном переселенцы направлялись в эти края из северной части Дерптского уезда. В 1899 году газета «Ээсти Постимеэс» сообщала, что эстонцы-хуторяне, проживающие в деревне Ершово, бережно хранят свои традиции и родной язык. В период Второй мировой войны, в 1943 году, в деревнях Гдовщины побывала экспедиция Тартуского университета под руководством Ильмара Аренса (Ilmar Arens), изучавшая деревни эстонских переселенцев и собиравшая народный фольклор.
Восточная часть населённого пункта — бывшая деревня Авдоши (слилась с д. Ершово 28 января 1976 года); северная часть — бывшая деревня Разговорово (слилась с д. Ершово 7 февраля 1977 года); северо-восточная часть (напротив Малой Остенки) — бывшая деревня Большая Остенка (слилась с д. Ершово 13 марта 1978 года).
На дореволюционных картах Российской Империи фигурируют следующие названия деревни Ершово-Ляболи и Лялица. Название Ляболи может происходить от  разбойника, орудовавшего в лесном массиве около Елизаровского монастыря. (Предположительно знаменитая Ванятинская роща, ранее Сороковой бор, сейчас там находится Мясо-костный завод). Ляболя с Сорокового бора. На других картах, той же Российской Империи, Псковской губернии мы видим деревню Лялица — это современные Авдоши (улица Механизаторов) и Опять же Ляболи — это конец деревни Авдоши (ул. Механизаторов).